# Игра о Робене и Марион

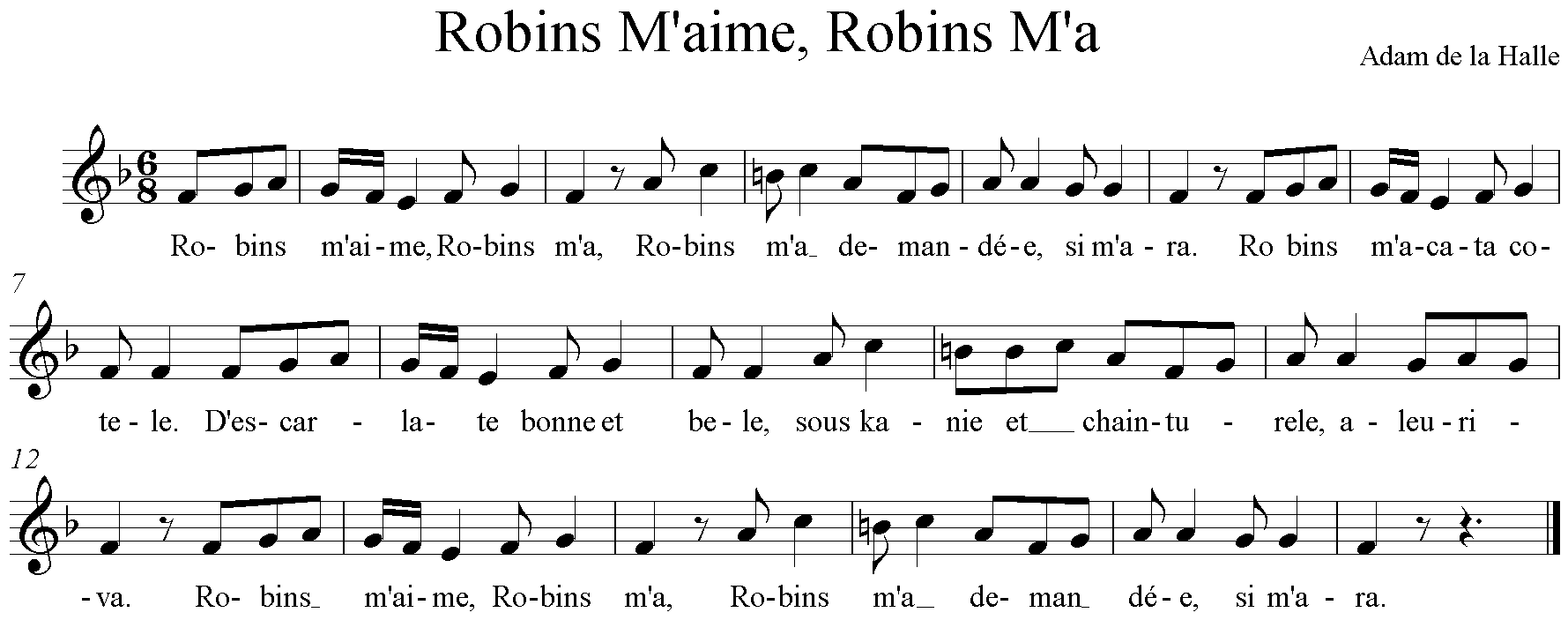
Фрагмент нотной записи

«Игра о Робе́не и Марио́н» (фр. Jeu de Robin et Marion) — пьеса Адама де ла Аля, возможно, первая нерелигиозная пьеса европейского театра. Сохранились и текст, и музыка пьесы.
«Игра» была написана около 1285 года в Неаполе, для двора графа Артуа.

## Содержание
Пастушка Марион (Марьон) поёт о своей любви к (простолюдину) Робену. Мимо проезжает рыцарь, потерявший на охоте сокола. Ему симпатична простота Марион, и он предлагает ей уехать с ним. Но Марион остаётся верна своему Робену, и рыцарь едет дальше. Появляется Робен. Они садятся завтракать, и Робен развлекает Марион танцами. Марион хочет, чтобы с ними танцевали и другие юноши и девушки деревни. Робен идёт в деревню и зовёт друзей на праздник. В это время через луг вновь проезжает рыцарь. Он вновь предлагает Марион стать его подругой. За Марион вступается Робен, но рыцарь без труда валит его на землю, жестоко избивает и насильно увозит Марион с собой. Пришедшие из деревни друзья утешают Робена. Однако слёзы невинной Марион растрогали рыцаря, и он отпускает её к Робену. День заканчивается играми и танцами.
В отличие от других современных ей представлений это не драматизация какого-то текста, а монтаж, проделанный на основе традиции пастурелей вообще. В пастурели рыцарь обычно заявляет о себе в первом стихе, с помощью фразы типа «Однажды ехал я верхом…»; затем он встречает пастушку, которая в этот момент нередко поет. В игре Адам сперва выводит на сцену Марион: она распевает текст со множеством типических элементов, сразу задающий тон; затем появляется рыцарь, поющий свою вводную формулу. Ситуация развивается в диалоге; рыцарь уезжает, распевая. Появляется Робен: следует песенный, затем разговорный диалог с Марион. Это весьма свободное чередование продолжается вплоть до последнего, 780-го стиха.

### Переводы
- «Игра о Робене и Марьон», перевод Бенедикта для Старинного театра
- Игра о Робене и Марион // Хрестоматия по западноевропейской литературе: Литература средних веков (IX—XV вв.) / Составила проф. Р. О. Шор. — М.: Учпедгиз, 1936. — С. 239—243. — 528 с. — 10 000 экз.

### Исследования
- Коробова А. Г. «Игра о Робене и Марион» Адама де ля Аля: cantus versus ludus (опыт жанрового анализа) // Старинная музыка. — 2011, № 1-2. — С. 12-21.
- Поль Зюмтор. Опыт построения средневековой поэтики. СПб., 2002, с. 463—464.

### Ноты
- Три мелодии из jeu parti «Робен и Марион» // Музыкально-историческая хрестоматия / М. В. Иванов-Борецкий. — Изд. 2-е, дополн. и перераб. — М.: Музгиз, 1933. — Т. 1. — С. 69. — 128 с.

## Дискография
Современная аудиозапись ансамбля «Микролог» (со ссылками на др. записи)